# Pós-positivismo
Em filosofia e nos modelos de pesquisa científica, pós-positivismo (também chamado de pós-empiricismo) é uma instância meta teorética que critica e aperfeiçoa o positivismo. Pós-positivistas acreditam que o conhecimento humano não é baseado no incontestável, em bases pétreas, mas em hipóteses. Como o conhecimento humano é inevitavelmente hipotético, a afirmação de suas suposições está assegurada ou, mais especificamente, justificada por uma série de garantias, as quais podem ser modificadas ou descartadas no decorrer de mais investigações. Entretanto, o pós-positivismo não é uma forma de relativismo, e geralmente mantém a ideia da verdade objetiva.
Um dos pensadores que fundaram o pós-positivismo foi Sir Karl Popper. Sua investida na falsificação é uma crítica à ideia de verificabilidade do positivismo lógico. O falsificacionismo declara que é impossível verificar se uma crença é verdadeira, embora seja possível rejeitar falsas crenças se as mesmas forem objetivamente provadas falsas, pondo em prática a ideia proposta de falsificação. A ideia de Thomas Kuhn da mudança de paradigma oferece uma crítica mais forte ao positivismo, argumentando que não apenas teorias individuais, mas toda a visão de mundo deve mudar em resposta à evidência.
O pós-positivismo é um melhoramento do positivismo que reconhece estas e outras críticas contra o positivismo lógico. Não é uma rejeição ao método científico, mas uma reforma para responder a essas críticas. Preserva as bases do positivismo: o realismo ontológico, a possibilidade e o desejo pela verdade objetiva, e o uso da metodologia experimental. Pós-positivismo desse gênero é comum nas ciências sociais (especialmente na sociologia) por razões práticas e conceituais.

## Reformas ao positivismo
Os principais acréscimos que o pós-positivismo faz ao positivismo podem ser resumidos em três sentenças:
- que a separabilidade relativa de conhecedor e conhecido é pressuposta;
- que uma única e compartilhada realidade, que jamais exclui todas as outras, é postulada;
- que o Direito deve ser guiado pela razão prática e não pelo decisionismo.

Essas sentenças podem ter diferentes significados para pós-positivistas, alguns dos quais defendem uma transformação fundamental para a prática científica, enquanto outros simplesmente chamam por uma interpretação diferente dos resultados.

## Pós-positivismo na teoria do direito
Os juristas de alguns países, notadamente da Espanha e do Brasil, apelidam como pós-positivismo uma opção teórica que considera que o direito depende da moral, tanto no momento de reconhecimento de sua validade como no momento de sua aplicação. Nessa visão os princípios constitucionais, tais como a dignidade humana, o bem-estar de todos ou a igualdade, influenciariam a aplicação das leis e demais normas concretas. Essa visão do direito é inspirada em obras de filósofos do direito como Robert Alexy e Ronald Dworkin (apesar de eles não utilizarem o termo pós-positivismo). Alguns preferem denominar essa visão do direito  "moralismo" ou neoconstitucionalismo. 